# احساسی که بهم می‌ده رو دوست دارم
«احساسی که بهم می‌ده رو دوست دارم» (به انگلیسی: I Like How It Feels) تک‌آهنگی از هنرمند اهل اسپانیا انریکه ایگلسیاس، پیت‌بول است که در سال ۲۰۱۱ میلادی منتشر شد.